# 레이철 콘
레이철 콘은 미국의 소설가이다.

## 작품
- 2008년 영화 <닉과 노라의 인피니트 플레이리스트> 원작
- 2012년 장편소설 <키스 금지 리스트> (까멜레옹) ISBN 978-89-491-9227-7
- 2013년 장편소설 <베타> (까멜레옹) ISBN 978-89-491-9231-4

## 상훈
- 2003년 - <진저 브래드> 미국 도서관 협회 'YA를 위한 베스트 북', 《퍼블리셔스 위클리》《스쿨 라이브러리 저널》올해의 책